# Штамбкен
Штамбкен (Стамбкен, нем. Stambken) — баронский род.
Высочайшим указом 23.11.1726 надворный канцлер герцога Шлезвиг-Голштинского, чрезвычайный посланник при российском дворе Андреас-Эрнест фон Штамбкен (1670—1739), возведён императрицей Екатериной I 23 ноября 1726 года, с нисходящим его потомством, в баронское Российской Империи достоинство и на указанное достоинство жалован дипломом. Род угас.

## Описание герба
Один четверочастный щит; первая и четвёртая часть того щита: в серебряном поле имеет зелёное древо, с пятью по обеим сторонам к верху происходящими сучьями, укоренённое на таком же фундаменте — сей есть герб древнего имени и фамилии Стамбкенов; во второй части на золотом поле есть половинчатый, на лево стоящий, коронованный, чёрный орёл, во знак всемилостивейшей пожалованной от Нас оному баронской чести;
в третьей части на золотом поле есть один прямой, к верху наперекор стоящий красный брус, по которому посреди один серебряный брус проходит, — есть приданной чести знак для доказательства барона фон Стамбкена показанной верно-усердной службы, как в интересах Нашего Российской империи также Нашего любезнейшего зятя, его государя, герцога голштинского, и что Мы его поступками и употреблёнными трудами при здешней негоциации, о которой выше сего упомянуто, всемилостивейше довольны были.

Над тем щитом стоит шлем с семью железными полосками коронованный баронской короной и с покровом шлемовным такой же краской, яко и герб украшен; на шлеме по обеим сторонам по одному древу, какое в первой и четвёртой частях на щите означено.— Описание герба из Высочайше утверждённого диплома